# Тихо место
Тихо место (енгл. A Quiet Place) је амерички хорор филм из 2018. године, режисера Џона Красинског, који заједно са Емили Блант тумачи главне улоге. Радња филма је већим делом смештена у 2021. години и прати породицу која покушава да преживи инвазију слепих ванземаљаца са веома израженим чулом слуха.
Филм је добио одличне критике и многи су одали признање његовој атмосфери, дизајну звука, режији Красинског као и глумачким перформансима, а сајт Rotten Tomatoes га је оценио са високих 95%. Осим тога, филм је постигао и огроман финансијски успех и од остварио зараду од преко 340 милиона долара, што је чак 20 пута више од буџета којим је располагао. Тихо место је тако постало један од хорор филмова са највећом зарадом у историји. Филм је награђен Наградом Сатурн за најбољи хорор филм и номинован за Оскара, Златни глобус и награду БАФТА у категорији дизајна звука.
Амерички филмски институт и Национални одбор за рецензију филмова сврстали су га на листу 10 најбољих филмова 2018. године. Наставак, Тихо место 2, премијерно је приказан 2020. године.

## Радња
У прва три месеца 2020. године велики део живота на Земљи је збрисан након напада ванземаљаца, који лове искључиво помоћу звука. Тело им је у потпуности прекривено непробојним металом, што је главни разлог због ког људи на Земљи нису успели да им се супротставе.
У постапокалиптичном свету, породица Абот, коју чине Ли, Евелин (отац и мајка), Реган и Маркус (ћерка и син), покушава да преживи не правећи никакве звукове. Пошто је Реган глувонема, Аботовима је било лакше да се прилагоде, јер су већ користили знаковни језик. Док безуспешно покушавају да превазиђу депресију због смрти најмлађег члана породице, Боа, Аботови се припремају за Евелинин нови порођај.
Свестан да Евелин неће моћи да се породи у потпуној тишини, Ли прави импровизовану глуву собу. Међутим, ствари крену по злу када Евелин почне да се порађа, док су Ли и Маркус у шуми, а Реган посећује Боов гроб, за чију смрт криви себе.
Евелин ће успети да сачува бебу од чудовишта, док ће се Ли жртвовати како би спасао Реган и Маркуса. На крају Реган открива да високе фреквенције, које ствара њен слушни апарат представљају једину слабост ванземаљаца. Он ствара аудио-фидбек помоћу микрофона, што проузрокује да чудовиште повуче своју заштиту са главе, након чега га Евелин убија пушком.
Филм се завршава сценом у којој се велики број чудовишта приближава кући Аботових, док се Евелин и Реган, наоружане пушком и слушним апаратом, спремају да узврате ударац.

## Улоге
| Глумац                     | Улога        |
| -------------------------- | ------------ |
| Џон Красински              | Ли Абот      |
| Емили Блант                | Евелин Абот  |
| Милисент Симондс           | Реган Абот   |
| Ноа Џуп                    | Маркус Абот  |
| Кејд Вудвард               | Бо Або       |
| Езекил и Евангелина Каволи | новорођенче  |
| Леон Русом                 | човек у шуми |